# Bocksteins spektralföljd
Inom matematiken är Bocksteins spektralföljd, uppkallad Meyer Bockstein, en spektralföljd som relaterar homologin med mod p koefficienter och homologin reducerad mod p.